# Opel Calibra

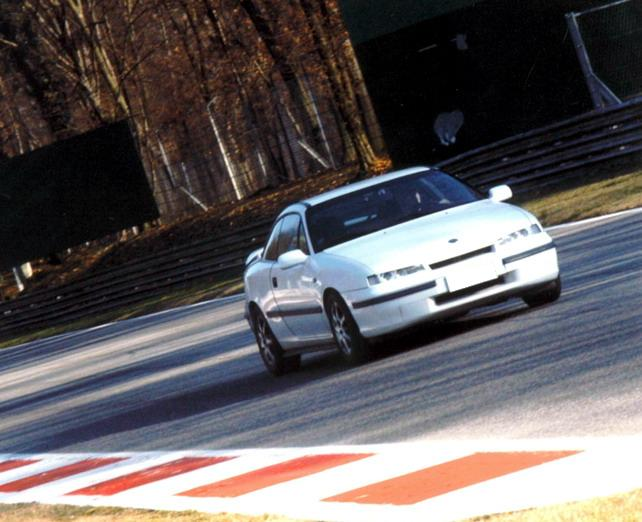
Opel Calibra op Monza

De Calibra is een sportief gelijnde coupé van Opel/GM die in de jaren 90 het Duitse automerk af moest helpen van haar 'grijze' imago. In 1989 wordt de auto geïntroduceerd op de IAA te Frankfurt als opvolger van de Opel Manta. In de acht jaar dat de Calibra in productie is worden 238.647 stuks geproduceerd. In de zomer van 1997 rolt het laatste exemplaar van de band. Er komt op dat moment geen tweede generatie van de Calibra. De Calibra biedt in tegenstelling tot de gangbare coupés van zijn tijd veel ruimte voor passagiers en bagage. De Calibra is gebaseerd op het GM2900 Platform, waar onder andere ook de Opel Vectra A + B en de tweede generatie Saab 900 op gebaseerd zijn. 
De Opel Calibra heeft erg weinig luchtweerstand, met (in de 2.0 115 pk uitvoering) een cw-waarde van 0,26, wat voor toentertijd erg laag was. Ook heden ten dage is dit een erg lage waarde. Andere uitvoeringen, waaronder de ook veel verkochte 2.0 16V had iets meer luchtweerstand, door noodzakelijke extra koelopeningen in de grill en bredere banden. Vanaf de lancering werd de auto standaard uitgerust met stuurbekrachtiging en ABS en was vanaf 1994 leverbaar met airbag(s). Ook continue vierwielaandrijving (4x4) is optioneel leverbaar geweest.
De Calibra wordt in 1997 niet vervangen door een volgende generatie. Coupéliefhebbers konden toen bij Opel kiezen voor de op de Corsa gebaseerde Tigra, die in 1994 geïntroduceerd werd. De Astra G Coupé (2000-2006) heeft hetzelfde silhouet als de Calibra. Deze Astra was met vergelijkbaar presterende motoren als de Calibra leverbaar; viercilinder benzinemotoren met een overeenkomstige vermogensrange. Ook komen maten, gewichten en prestaties overeen hoewel de Astra iets korter en breder is.

## Ontwerp
De Opel Calibra werd ontworpen onder leiding van Wayne Cherry, destijds Design Director van Opel. Het ontwerpteam stond onder leiding van Erhard Schnell, voormalig hoofd van het ontwerpteam voor de Opel GT. De basisvorm werd geschetst door Miki Hattori, met nauwe begeleiding van Erhard Schnell. Het interieurontwerp werd verzorgd door Carlos Barba, hoewel het dashboard vanwege kostenoverwegingen werd overgenomen van de Opel Vectra.
Het ontwerpteam werkte aan de aerodynamica in de windtunnel van de Universiteit van Stuttgart. Dankzij een gunstige basisvorm en verfijningen aan details, zoals de onderzijde van de auto, werd een luchtweerstandscoëfficiënt (Cw) van 0,26 bereikt. Dit maakte de Calibra niet alleen zeer aerodynamisch, maar ook stabiel bij zijwind.
Een kortere wielbasisvariant werd overwogen, maar geschrapt vanwege kosten. Een andere potentiële naam voor de Calibra was Cresta, maar dit werd uiteindelijk niet gekozen.
Bij de lancering op de IAA (Internationale Automobilausstellung) oogstte het ontwerpteam veel lof, vooral toen de Calibra naast de BMW 8-serie werd gepresenteerd.
De Calibra 4x4 Turbo was zeer stabiel bij hoge snelheden op de Autobahn, met minimale turbokrachtvertraging en weinig windgeluid, wat het een uitstekende cruiser maakte. Ondanks zijn minder wendbare gedrag bij lage snelheden, bood de auto hoge griplimieten en was hij betrouwbaar in natte omstandigheden.

## Geschiedenis
De Calibra is bij de introductie leverbaar met de tweeliter motoren die ook al in de Kadett GSi geleverd worden. De basismotor is het 85 kW (115 Pk) sterke tweeliter blok met twee kleppen per cilinder (C20NE). De andere keuze is de tweeliter 16V (C20XE) met een vermogen van 110 kW (150 pk). Deze motor brengt de Calibra in 8,3 seconden van 0 naar 100 km/h. Het gemiddeld verbruik ligt mede door de lage luchtweerstand op 9,2 l/100km.
Vanaf 1992 wordt de Calibra (evenals de Vectra) leverbaar met een tweeliter turbo motor met 204pk, standaard vierwielaangedreven en uitgerust met zes versnellingen. Deze uitvoering heeft een topsnelheid van 245 km/h. In 1994 wordt de C20XE. vervangen door de nieuwe 2.0 16V Ecotec (X20XEV). De laatste motor die in de Calibra leverbaar is, is de 2,5 liter V6 (C25XE) met 170 pk. Deze uitvoering is tevens uitgerust met elektronische tractiecontrole.
De 2.0-liter benzinemotoren van 150 pk worden bij de facelift in 1995 vervangen door een tweeliter Ecotec-unit van 100 kw/136 pk. Ook wordt er een 2.5-liter V6 leverbaar, bekend uit onder andere de Opel Vectra en Omega.
Tijdens dezelfde facelift verhuist het logo vooraan van de motorkap naar de grille, en uitrustingsniveaus worden gewijzigd, naar voorbeeld van de dan net nieuw uitgebrachte Opel Vectra B.

## Motorenoverzicht
Benzine
| Code   | Type            | Motor     | Motor     | Vermogen | Koppel | Jaartal     | Opmerking           |
| Code   | Type            | Inhoud    | Cilinders | Vermogen | Koppel | Jaartal     | Opmerking           |
| ------ | --------------- | --------- | --------- | -------- | ------ | ----------- | ------------------- |
| C20NE  | 2.0 i           | 1.998 cm³ | 4-in-lijn | 115 pk   | 170 Nm | 1989 - 1996 | Multipoint Injectie |
| C20XE  | 2.0 16V         | 1.998 cm³ | 4-in-lijn | 150 pk   | 196 Nm | 1990 - 1994 | Multipoint Injectie |
| X20XEV | 2.0 16V         | 1.998 cm³ | 4-in-lijn | 136 pk   | 185 Nm | 1994 - 1997 | Multipoint Injectie |
| C25XE  | 2.5 i V6        | 2.498 cm³ | V6        | 170 pk   | 227 Nm | 1993 - 1995 | Multipoint Injectie |
| X25XE  | 2.5i V6         | 2.498 cm³ | V6        | 170 pk   | 227 Nm | 1995 - 1997 | Multipoint Injectie |
| C20LET | 2.0 i Turbo 4x4 | 1.998 cm³ | 4-in-lijn | 204 pk   | 280 Nm | 1992 - 1996 | Multipoint Injectie |

## Afmetingen
- Lengte: 4492 mm
- Breedte: 1688 mm
- Hoogte: 1320 mm
- Wielbasis: 2600 mm
- Afstand tussen de wielen: 1446 mm
- Banden: "195/60 R 15 85 V" - "205/55 R 15 87 W" - "205/50 R 16 W"

## Autosport
De Calibra is ook ingezet als rallyauto. In Nederland heeft Opel Dealer Team Holland in het seizoen 1993 een Turbo 4x4 ingezet voor het Open Internationaal Rallykampioenschap met als rijders Erwin Doctor en Theo Badenberg.
In 1996 wordt de Calibra Tourenwagen sportkampioen. Het fabrieksteam van Opel rijdt met onder meer Manuel Reuter de nieuwe 500 pk sterke vierwielaangedreven Calibra V6 naar negen overwinningen in de DTM.

## Opel Calibra B (Concept)
De Opel Calibra B, de beoogde opvolger van de originele Calibra, was een geheim project dat Opel meer dan twintig jaar strikt verborgen wist te houden. De ontwikkeling van de rode tweedeurs coupé was bedoeld voor een onthulling op de Autosalon van Genève in 1997. Die première ging echter niet door.
In 1997 besloot General Motors (GM) zijn internationale productstrategie ingrijpend te herzien. Dit leidde tot het opschorten van het Calibra II-project, samen met plannen voor een breedspoorvariant van het Epsilon-platform. Dit platform had onder meer de basis moeten vormen voor een voorwielaangedreven opvolger van de Opel Omega C. Beide projecten werden echter nooit gerealiseerd.
Het Calibra II-project blijft een intrigerend hoofdstuk in de geschiedenis van Opel, dat nooit officieel het daglicht heeft gezien.